# 津山村 (山形県)
津山村（つやまむら）は山形県東村山郡にあった村。現在の天童市中心部に東接する区域にあたる。

## 地理
- 山：鵜沢山

## 歴史
- 1889年（明治22年）4月1日 - 町村制の施行により、貫津村、山元村の区域をもって発足。
- 1954年（昭和29年）10月1日 - 東村山郡天童町・成生村・蔵増村・寺津村・北村山郡山口村・田麦野村と合併して天童町が発足。同日津山村廃止。